# Mirta, de regreso
«Mirta, de regreso», también conocida como "De regreso Mirta", es una canción compuesta por Adrián Abonizio y grabada originalmente por Juan Carlos Baglietto como parte de su primer álbum, Tiempos difíciles, en 1982. A pesar de que nunca fue lanzada como sencillo, es hasta la fecha una de las canciones más populares tanto de Baglietto como de Abonizio, y una de las que el primero interpreta casi siempre en concierto.
Es un emblema del género de la trova rosarina, y desde su aparición es considerada como una obra clásica tanto del rock nacional como de la música popular argentina.

## Historia
El cantautor Adrián Abonizio, oriundo de Rosario, compuso esta canción a fines de los años '70. Al poco tiempo Abonizio pasó a formar parte de la Trova Rosarina, encabezada por Juan Carlos Baglietto a comienzos de los ‘80s, e integrada por los músicos mencionados junto a Rubén Goldín, Jorge Fandermole, Silvina Garré y Fito Páez. Este movimiento musical produjo su propio "Rosariazo" cuando desembarcó en Buenos Aires a fines de 1981, con un puñado de canciones que se metieron en la historia del rock nacional. Antes de eso, Abonizio ya componía sus primeras canciones, con una gran influencia del tango y el folclore, y las mostraba en reductos como el Café de la Flor en Rosario, donde se reunía con otros músicos como el propio Baglietto, Rubén Goldín, Silvina Garré, Lalo de los Santos y Fito Páez.
La letra habla de un hombre que cae preso por robar y vuelve a su casa después de “3 años a la sombra”, encontrando a su mujer con otro hombre. Abonizio la escribió en Rosario a los 20 años. Al respecto de esa época, el músico recuerda: “yo era un tipo con mucha bronca, vivía enojado con el mundo y lo único que me quedaba era escribir canciones”.
“Mirta...” fue la primera canción interpretada por Baglietto que caló hondo en el público. Antes de que saliera el disco, en el Festival de La Falda realizado en febrero del 82, la gente ya sabía de memoria la letra de la canción. Y tenía elementos que resultaban muy oportunos para la época como la frase “me recibió el frío de un nuevo gobierno” en momentos en que se pedía a gritos la salida de los militares del gobierno, durante la última dictadura cívico-militar argentina (1976-1983).
Por el momento político que se vivía, algunos le encontraron otros significados; Baglietto desarrolló sobre esta cuestión: “como estaba todo tan convulsionado y todo pretendía decir otra cosa, algunos pensaban que la canción hablaba de un preso político, cuando en realidad era la historia de un chorro que vuelve a su casa y se encuentra con otra realidad porque la mujer no lo esperó y cambió todo”.
En abril de 1982 sale a la venta Tiempos difíciles, primer disco de Baglietto, y en un mes vende 30.000 copias, cifra que era totalmente impensada en ese momento. La primera canción, y sin dudas la que más representaba el disco, es precisamente “Mirta, de regreso”, que se volvió rápidamente un himno de la época.

## Formación
- Juan Carlos Baglietto (Guitarra acústica y voz)
- Rubén Goldín (Guitarra eléctrica)
- Sergio Sainz (Bajo)
- Fito Páez (Piano y Oberheim OB-X)
- Luis Cerávolo (Batería)
- Zappo Aguilera (Percusión)